# Каменные моря

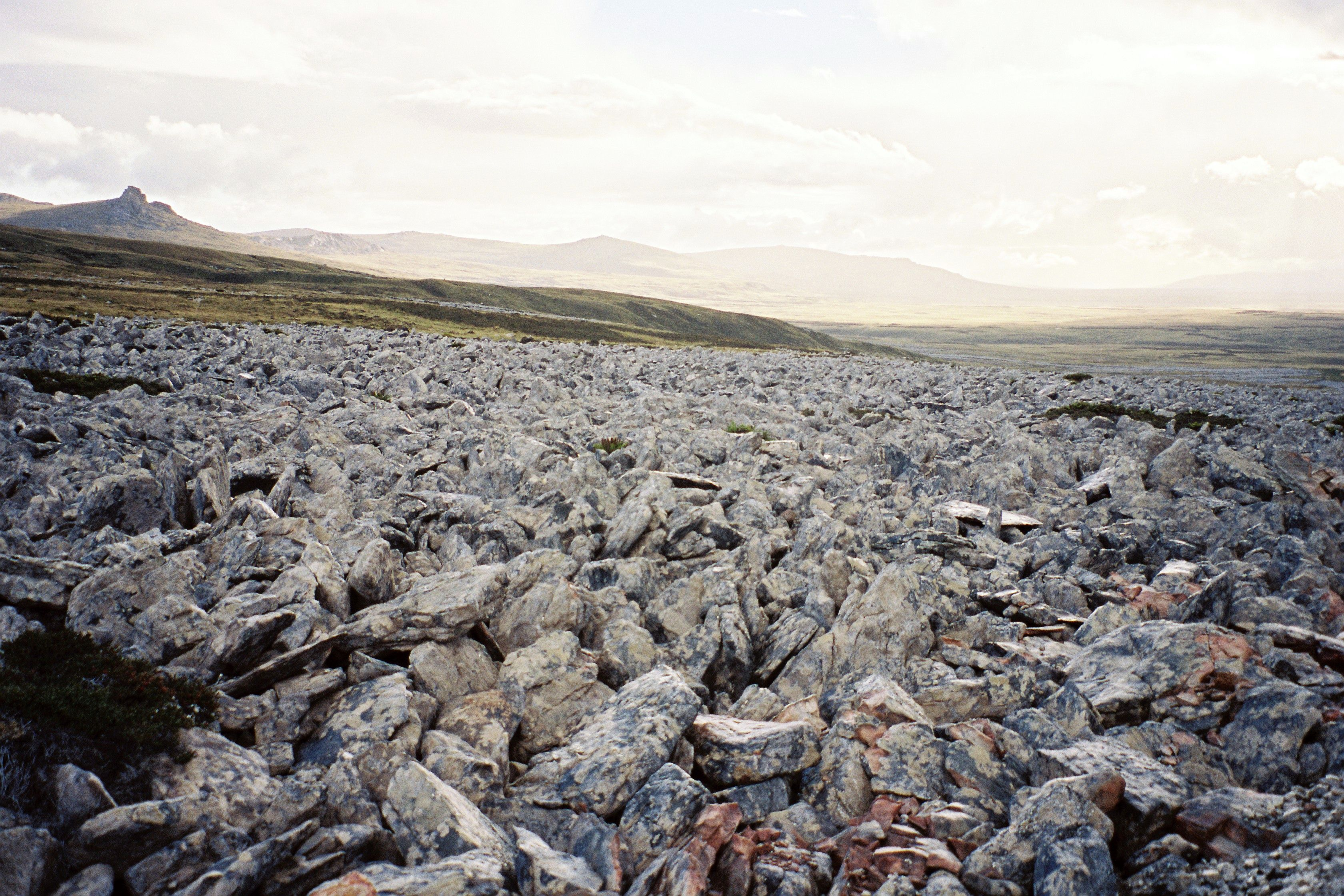
Каменное море на Фолклендских островах

Каменные моря, или моря скал — обширные беспорядочные нагромождения и россыпи неокатанных каменных глыб (коллювия), каменники, располагающиеся на плоских элементах рельефа и занимающие обширные пространства ниже снежной границы. 
Образуются в результате процессов физического выветривания (преимущественно т. н. морозного выветривания) горных пород в сочетании с явлениями солифлюкции, преимущественно в областях с суровым континентальным климатом и многолетнемёрзлыми горными породами.
Каменные моря часто встречаются в горных областях умеренного пояса, где являются типичными компонентами местных ландшафтов.